# Dolichopeza collessi
Dolichopeza collessi är en tvåvingeart som beskrevs av Günther Theischinger 1993. Dolichopeza collessi ingår i släktet Dolichopeza och familjen storharkrankar. Inga underarter finns listade i Catalogue of Life.